# Massacre de Zogota
Le massacre de Zogota fait suite à une revendication des habitants de Zogota à l'entreprise minière Vale-BSG du franco-israelien Beny Steinmetz. Dans la nuit du 2 au 3 août 2023, des éléments des forces de défense font irruption en tirant au hasard et en mettent le feu aux habitations. À la suite de ces actions des forces de l'ordre, 6 personnes meurent.

## Genèse des évènements
Dans la Guinée forestière, une région aurifère avec le gisement du mont Simandou, l'exploitation du minerais du fer est l’activité de plusieurs sociétés à l'instar du groupe Vale-BSG.
En 2012, les populations intensifient les plaintes au sujet des dommages environnementaux, du non-respect des promesses d’embauche des jeunes de la région, et de la mauvaise gestion des montants versés par l’entreprise pour le développement local de la région.
Dans cette quête de résolution des différents, des forces de sécurité guinéenne attaquent le village, ouvrent le feu sur les habitants et habitations. Cinq personnes décèdent dans la nuit, la sixième succombe à ses blessures peu après. Les forces de l’ordre arrêtent plus d’une douzaine de personnes. Juste à la veille, le gouvernement propose une réunion pour résoudre le conflit.

## Procès
À la suite du massacre, les survivants et les familles des personnes décédées portent plainte contre les membres des forces de sécurité et contre la société VBG, accusée d’avoir fourni du matériel aux assaillants. La Cour de Justice de la CEDEAO reçoit une plainte. Elle rend son jugement le 10 novembre 2020 et reconnait l'État guinéen coupable de plusieurs violations des droits humains dans une zone d'exploitation du fer,.
Fin 2023, en l'absence de l'application de la décision de justice de la Cour de justice de la CEDEAO depuis 2020, les habitants déposent une plainte devant le Tribunal judiciaire de Paris en France et le procès s'ouvre le 28 aout 2024,,.